# 小行星5692
小行星5692（英語：5692 Shirao）是一颗围绕太阳公转的小行星。1992年3月23日，圓舘金、渡邊和郎在北见发现了此天体。
这颗小行星的绝对星等为44.11246等。